# 63609 Francoisecolas
63609 Francoisecolas este o planetă minoră (asteroid), cu un diametru de 5,088 km, din centura de asteroizi. A fost descoperită pe 20 august 2001 la  de observatoire du Pic du Midi de Bigorre⁠(d). 
Obiectul prezintă o orbită caracterizată de o semiaxă mare de 2,9880283286172 UAi, o excentricitate de 0,11, o înclinație de 2 ° în raport cu ecliptica.